# Fijn draadmos
Fijn draadmos (Cephaloziella elachista) is een soort uit het geslacht draadmos (Cephaloziella).

## Ecologie
Fijn draadmos komt voor in oligotrofe, natte standplaatsen. Vaak gaat het om veenmoerassen.

### Syntaxonomie
Fijn draadmos staat te boek als kensoort voor de klasse van hoogveenbulten en natte heiden (Oxycocco-Sphagnetea).